# Neryngowo (przystanek kolejowy)
Neryngowo - dawny przystanek kolei wąskotorowej w Gozdowie, w województwie wielkopolskim, w Polsce. Otwarty w 1898; zamknięty w 1976.